# Aeroportul Bykovo
Aeroportul Bykovo (IATA: BKA, ICAO: UUBB) este un aeroport din Bykovo, Moscow Oblast⁠(d), Q4145492⁠(d), Ramensky District⁠(d), Moscova, Rusia ce deservește zona Moscova. A fost deschis în 1933.
Situat la o altitudine de 130 m, aeroportul dispune de 1 pistă.

## Infrastructură

### Piste
Aeroportul dispune de o singură pistă. Pista 10/28 are suprafața de beton și dimensiunile 2.203 m × . 